# That Wonderful Urge
That Wonderful Urge (bra: Esse Impulso Maravilhoso) é um filme estadunidense de 1948, do gênero comédia romântica maluca, dirigido por Robert B. Sinclair, estrelado por Tyrone Power e Gene Tierney, e coestrelado por Reginald Gardiner e Arleen Whelan. O roteiro de Jay Dratler foi baseado em uma história de William R. Lipman e Frederick Stephani.
A trama retrata a história de uma herdeira que tenta arruinar a carreira de um jornalista sorrateiro que a corteja por uma história. A produção é uma refilmagem do filme "Love Is News" (1937), dirigido por Tay Garnett, e estrelado também por Power, além de Loretta Young e Don Ameche.

## Sinopse
O repórter investigativo Thomas Jefferson Tyler (Tyrone Power) adota uma estratégia enganosa para se encontrar com Sara Farley (Gene Tierney), herdeira de uma rede de supermercados, sobre quem ele tem escrito artigos desfavoráveis. Conduzindo-se como um gerente de jornal de uma pequena cidade chamado Tom Thomas, ele a faz começar a falar sobre si mesma e descobre que ela é simples e envolvente.
Antes que ele possa publicar uma matéria honesta e admiradora, Sara descobre quem ele é, assume que ele vai escrever mais mentiras e decide prejudicá-lo ao anunciar à imprensa que os dois são casados, o que levanta dúvidas sobre a autenticidade de suas publicações. Enquanto Thomas tenta esclarecer a verdade, surgem problemas que complicam ainda mais a situação.

## Elenco
- Tyrone Power como Thomas Jefferson Tyler / Tom Thomas
- Gene Tierney como Sara Farley
- Reginald Gardiner como Conde Andre De Guyon
- Arleen Whelan como Jessica Woods
- Lucile Watson como Tia Cornelia Farley
- Gene Lockhart como Juiz Parker
- Lloyd Gough como Duffy, o editor
- Porter Hall como Advogado Ketchell
- Richard Gaines como Sr. Whitson
- Taylor Holmes como Advogado Rice
- Chill Wills como Homer Beggs, o juiz de paz

## Produção
Algumas cenas do filme foram gravadas em Sun Valley, em Idaho.
Em junho de 1947, Cornel Wilde foi escalado para o papel principal, mas foi substituído por Tyrone Power, que também estrelou a primeira versão da história, lançada em 1937.
Alguns elementos da história também foram usados em "Sweet Rosie O'Grady" (1943), dirigido por Irving Cummings, e estrelado por Betty Grable, Robert Young e Adolphe Menjou.

## Adaptação para a rádio
Em 21 de março de 1949, "That Wonderful Urge" foi apresentado em uma transmissão do Lux Radio Theatre. Tierney reprisou seu papel, com Don Ameche coestrelando.